# Cloniophorus auricollis
Cloniophorus auricollis là một loài bọ cánh cứng trong họ Cerambycidae.